# جيف ألين
جيف ألين (بالإنجليزية: Jeff Allen)‏ (12 يونيو 1987 بواشنطن العاصمة في الولايات المتحدة - ) هو لاعب كرة سلة أمريكي في مركز هجوم قوي الجسم. لعب مع Hapoel Haifa B.C. ‏.

## وصلات خارجية
- جيف ألين على موقع كرة السلة الأوروبية.كوم (الإنجليزية)
- جيف ألين على موقع كلية كرة السلة في سبورتس رفرنس.كوم (الإنجليزية)
- جيف ألين على موقع ريلجم (الإنجليزية)
- جيف ألين على موقع بروبوليرز (الإنجليزية)